# Рыглице
Рыглице (пол. Ryglice)  —  город  в Польше, входит в Малопольское воеводство,  Тарнувский повят.  Имеет статус городско-сельской гмины. Занимает площадь 25,08 км². Население — 2801 человек (на 2004 год).

## Известные уроженцы
- Боратинский, Вацлав (1908—1939) — польский художник и график.